# Carex saltaensis
Carex saltaensis là một loài thực vật có hoa trong họ Cói. Loài này được Gross mô tả khoa học đầu tiên năm 1941.